# Ayanleh Abdi Abdillahi
Ayanleh Abdi Abdillahi (* 2004) ist ein dschibutischer Leichtathlet, der sich auf den Mittelstreckenlauf spezialisiert hat. 2024 wurde er in Douala Vizeafrikameister im 1500-Meter-Lauf.

## Sportliche Laufbahn
Erste internationale Erfahrungen sammelte Ayanleh Abdi Abdillahi im Jahr 2021, als er bei den Arabischen-U18-Meisterschaften in Radès in 3:57,67 min die Goldmedaille im 1500-Meter-Lauf gewann. 2023 belegte er bei den U20-Afrikameisterschaften in Ndola in 3:40,23 min den fünften Platz über 1500 Meter und gelangte mit 14:51,77 min auf Rang acht im 5000-Meter-Lauf. Anschließend siegte er in 3:49,39 min über 1500 Meter bei den erstmals ausgetragenen Arabischen-U23-Meisterschaften in Radès. Im Jahr darauf gewann er bei den Afrikameisterschaften in Douala in 3:36,24 min die Silbermedaille über 1500 Meter hinter dem Kenianer Brian Komen.

## Persönliche Bestzeiten
- 1000 Meter: 2:19,75 min, 15. Juni 2024 in Nizza
- 1500 Meter: 3:36,24 min, 26. Juni 2024 in Douala
- 5000 Meter: 14:09,4 min, 26. März 2023 in Douala